# إسفنج (أداة)
الإسفنج (المفرد: إسْفَنْجَة) هو أداة مساعده لتنظيف الأواني التي تتكون من المواد التي يسهل اختراقها. ويستخدم الإسفنج لتنظيف الأسطح المنيعه. فهي جيدة وخاصة لامتصاص المياه والمحاليل المستندة إلى الماء.
يصنع الإسفنج عادة من سليولوز ألياف الخشب، أو البوليمرات البلاستيكية الرغوية. ولا يزال بعض الإسفنج الطبيعي يباع للغرض نفسه، على الرغم من معظم الإسفنج الطبيعي يستخدم الآن إما إسفنج للجسم/للوجه (إسفنج الحمام ) أو كأدوات تستخدم لتزيين الدهانات الإسفنجية.

## معرض الصور

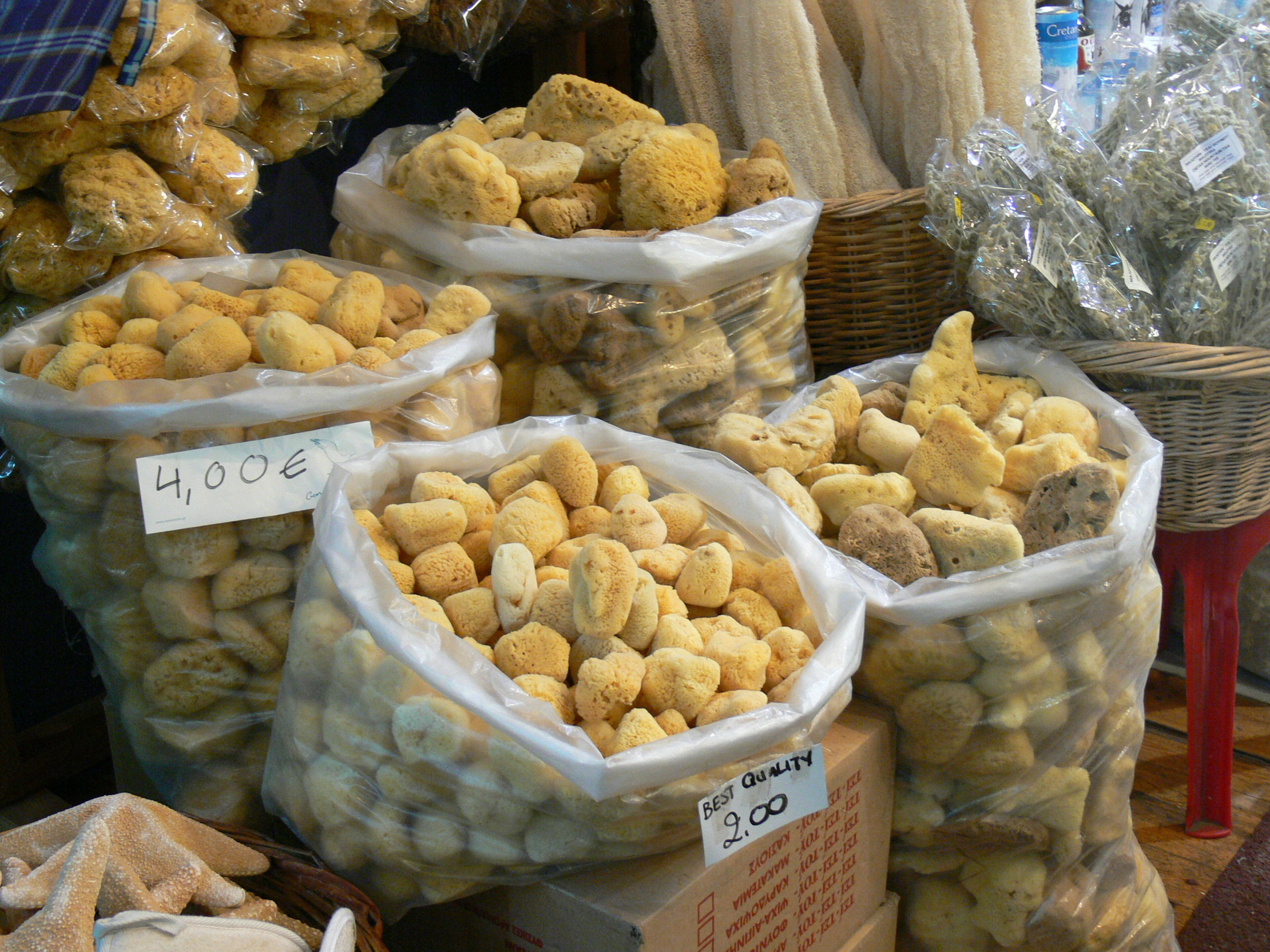
إسفنج طبيعي يباع في كريت
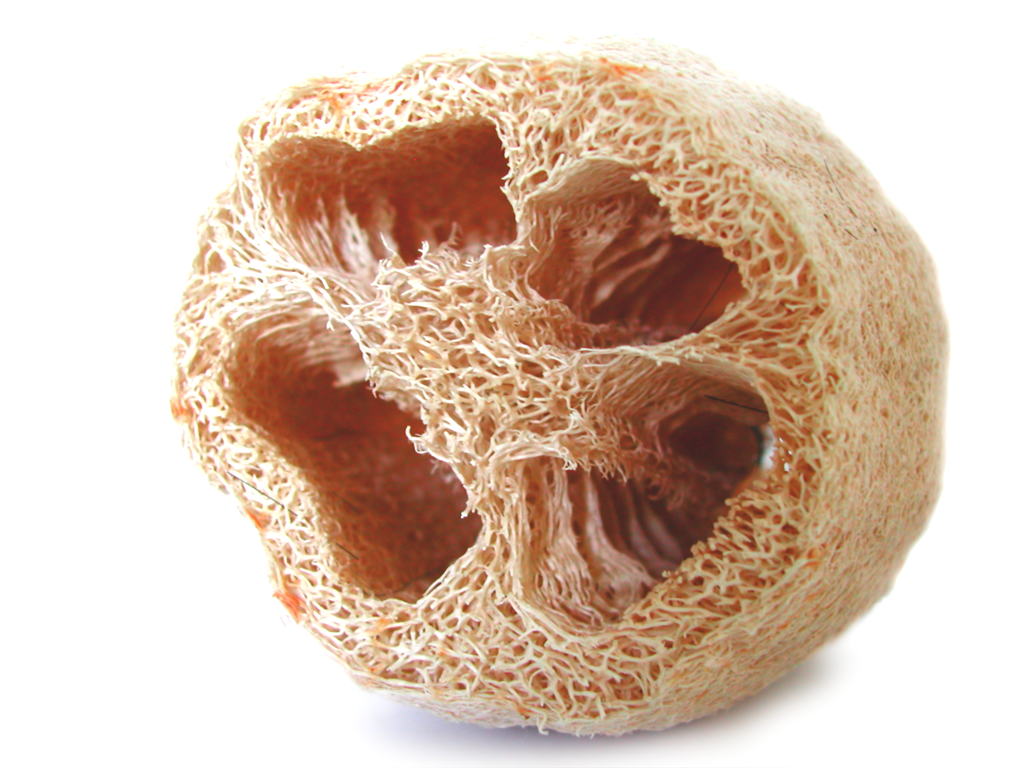
Plant fibre sponge: A ليف (نبات) sponge whose coarse texture helps with جلد polishing
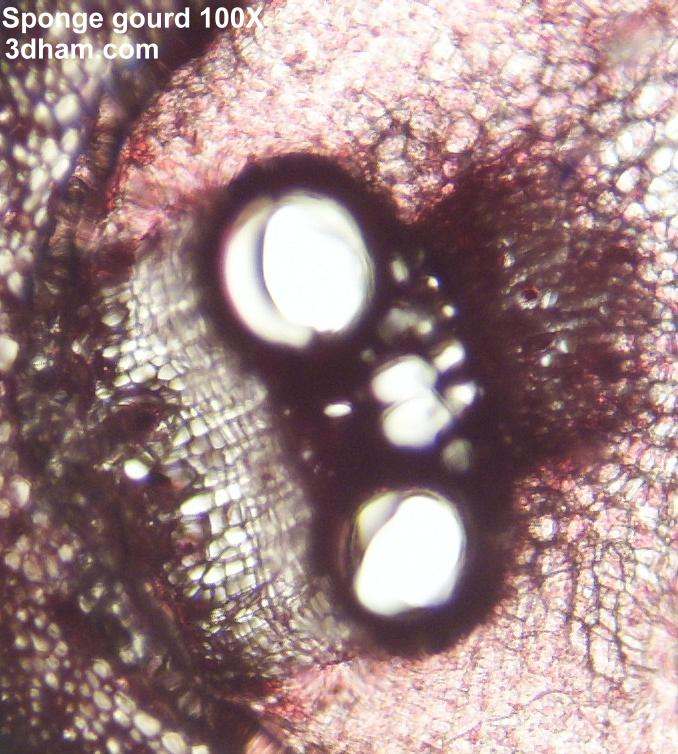
Luffa aegyptiaca sponge section magnified 100 times
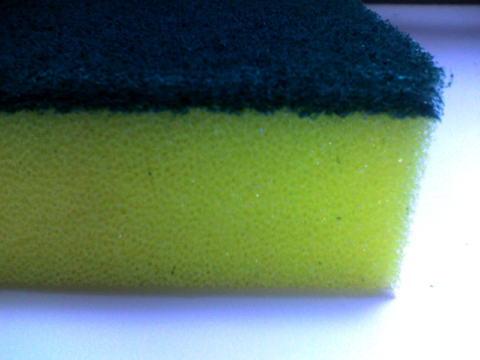
Close-up
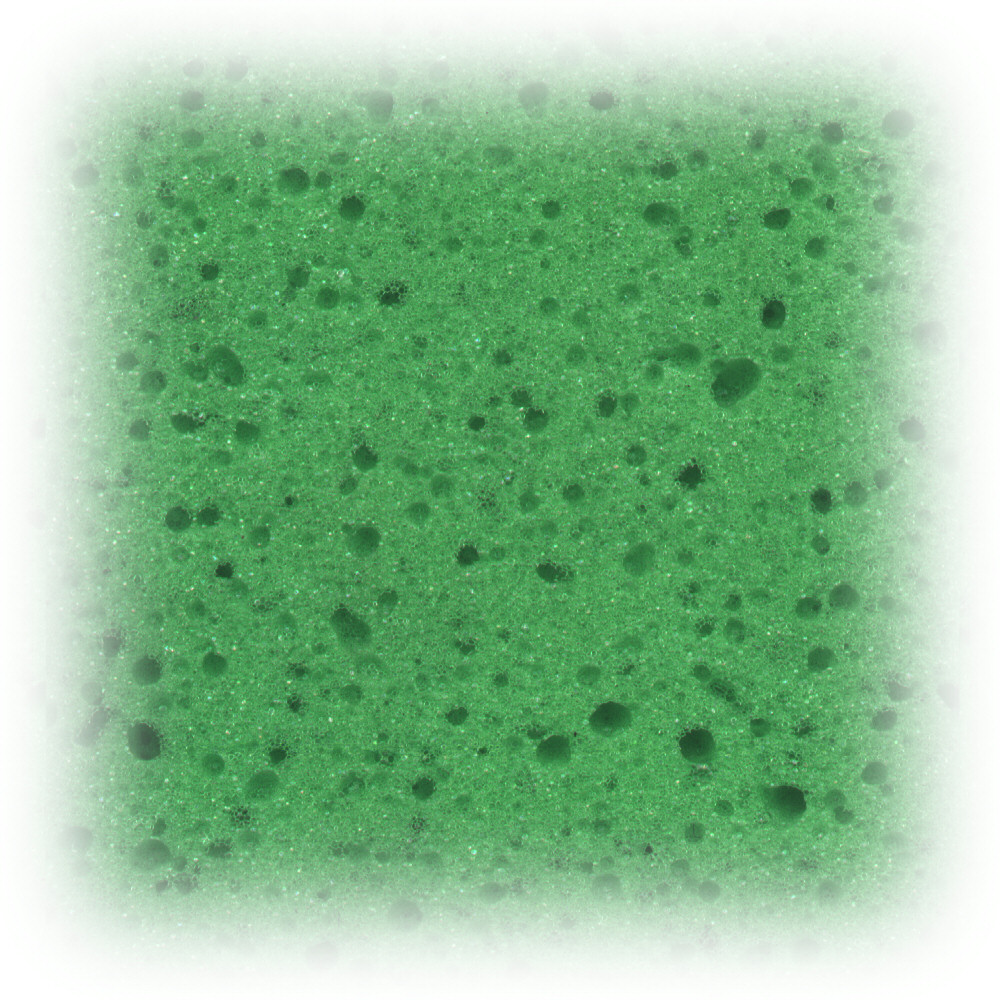
Aspect